# Плита Хуан-де-Фука
Литосферная плита Хуан-де-Фука (названа в честь мореплавателя Хуана де Фука, грека по национальности, служившего Испании) — тектоническая плита, поднимающаяся от подводного горного хребта Хуан-де-Фука и «ныряющая» под северную часть западного края Северо-Американской плиты. Плита Хуан-де-Фука на юге ограничена зоной разлома Бланко (англ. Blanco Fracture Zone), на севере — разломом Нутка (англ. Nootka Fault), и по всей западной стороне — тихоокеанской океанической плитой. Изначально плита Хуан-де-Фука была частью некогда обширной плиты Фараллон (англ. Farallon Plate), ушедшей глубоко под Северо-Американскую плиту и разделившейся на три части.
Название плиты в одних случаях употребляется по отношению ко всей подводной зоне разбрасывания (от о. Ванкувер на севере до северной части штата Калифорния на юге), в других случаях — только к центральной части зоны разбрасывания. После разграничения названий частей плиты Хуана де Фука, южная часть стала называться плитой Горда (англ. Gorda Plate), а северная — плитой Исследователя (англ. Explorer plate).
В результате погружения плиты Хуан-де-Фука под Северо-Американскую плиту на западе США возникли вулканические Каскадные горы, протянувшиеся вдоль западного побережья Северной Америки от южных границ канадской провинции Британская Колумбия до северной части американского штата Калифорния, и являющиеся частью Тихоокеанского вулканического огненного кольца.
Последнее сильное землетрясение в районе плиты Хуан-де-Фука было магнитудой 8,7-9,2 по шкале Рихтера. Согласно японским регистрационным данным, землетрясение Каскадия случилось вечером во вторник, 26 января 1700 года. Тогда огромная волна стёрла с лица Земли прибрежные посёлки и деревни в устье реки Колумбия, а отголоски этой катастрофы докатились даже до берегов Японии. В результате землетрясения на поверхности плиты Хуан-де-Фука образовался разлом длиной около 1000 километров и средней шириной 20 метров.